# Metaleurodicus stelliferus
Metaleurodicus stelliferus là một loài côn trùng cánh nửa trong họ Aleyrodidae, phân họ Aleurodicinae.
Metaleurodicus stelliferus được Bondar miêu tả khoa học đầu tiên năm 1923.